# Catwoman : À Rome
Catwoman : À Rome (Catwoman: When in Rome) est un comics américain en six numéros, réalisé par Jeph Loeb et Tim Sale en 2004 et 2005. Le récit se déroule en parallèle de la fin d'Amère Victoire.

## Histoire
Catwoman se rend à Rome avec l'Homme Mystère pour rencontrer Don Verinni, le parrain de la mafia et l'interroger sur le passé de Carmine Falcone, ancien chef de la pègre de Gotham City. Accusée de la mort de Verinni, Catwoman est confrontée à la mafia italienne, armée des accessoires des super-vilains de Gotham (le venin du Joker, le pistolet à glace de Mr Freeze)…
Pour prouver sa bonne foi, la voleuse doit subtiliser la mythique bague du premier parrain et l'offrir au fils de Don Verinni ; elle pénètre donc la Basilique Saint-Pierre, et ouvre le socle de la Pietà de Michel-Ange. Malgré un combat contre Cheetah au Colisée, elle parvient à voler la bague, qu'elle échange au nouveau Don Verinni contre le lieu où elle peut trouver Louisa Falcone. Elle suspecte en effet l'ancien parrain de Gotham et sa femme d'être ses véritables parents.
Sans réponse, elle repart et est attaquée par l'Homme Mystère, responsable de tous ses déboires depuis son arrivée à Rome, accompagné de Cheetah, de l'Épouvantail et de Guillermo Verinni. Grâce à Christopher Castillo, un tueur à gage, elle en réchappe.
Ce dernier lui apporte également les réponses aux questions qui l'ont poussées à venir en Italie : Carmine Falcone a effectivement eu deux filles; pour obtenir l'approbation du parrain et aller fonder son propre clan à Gotham City, il décida de sacrifier sa seconde fille. Louisa s'arrangea cependant pour la sauver et l'envoyer également aux États-Unis.
Catwoman repart à Gotham, sans plus de certitudes, mais avec une nouvelle bague…

## Commentaires
- Catwoman admire la Pietà et fait référence à l'acte de vandalisme dont elle avait été la victime, en 1972, et qui a conduit à la protéger derrière une vitre pare-balles.
- Les couvertures originales, dessinées par Tim Sale, sont incluses en fin de recueil.

## Éditions
- 2004 : Catwoman: When in Rome (no 1-6, DC Comics)
- 2005 : Catwoman à Rome (Panini) : première édition en français
- 2014 : Batman : Des Ombres dans La Nuit (Urban Comics)
- 2022 : Catwoman à Rome (Urban Comics)